# Iitate
Iitate (Japans: 飯舘村, Iitate-mura) is een Japans dorp, gelegen in het district Sōma (prefectuur Fukushima). De gemeente heeft een oppervlakte van 230 km² en had in 2010 een bevolking van 6.209. Door de kernramp van Fukushima op 11 maart 2011 moest de gemeente ontruimd worden. De gemeente lag buiten de evacuatiezone van 20 km rond de centrale maar bij een zware regenbui op 15 maart kwam de radioactieve gifwolk neer op de dorpen ten noordwesten van de kerncentrale, waaronder Iitate. Sindsdien mag het grootste deel van het grondgebied terug bewoond worden en in 2020 telde de gemeente 1.408 inwoners.

## Geografie
De gemeente ligt in het Abukumagebergte. De gemeente wordt doorkruist door de nationale weg 399.
Iitate grenst aan volgende gemeenten:

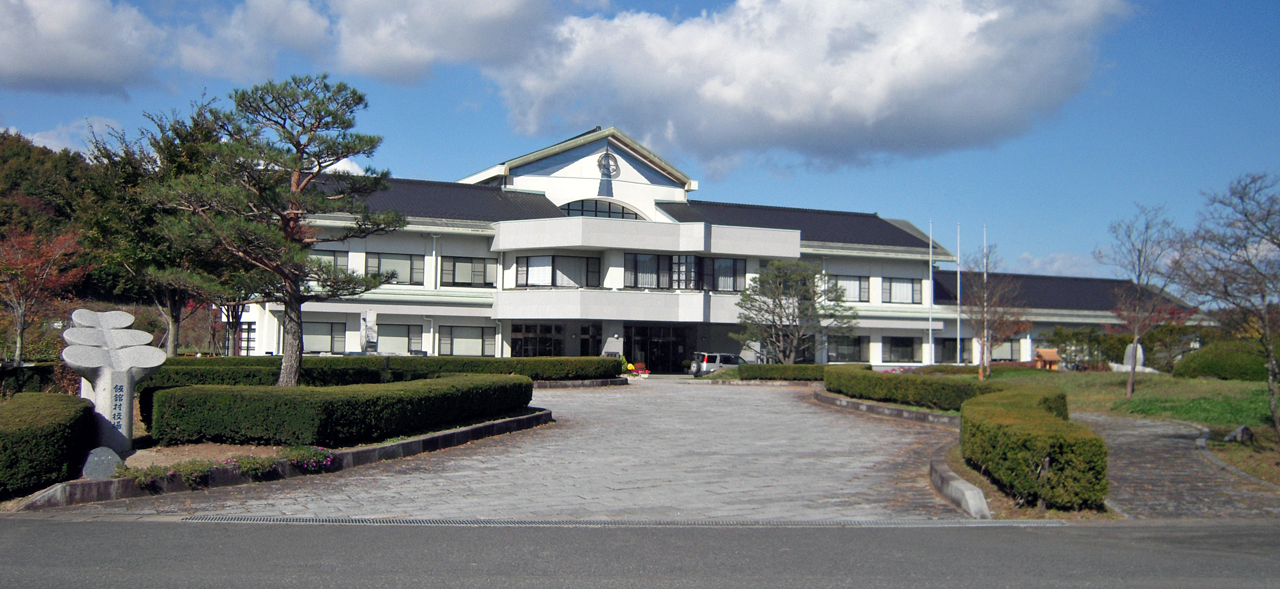
Dorpshuis

- Date
- Sōma
- Minamisōma
- Namie
- Kawamata